# 舍默霍恩交響樂中心
舍默霍恩交響樂中心（Schermerhorn Symphony Center）是美國田納西州納什維爾的一座音樂廳。建築名來自於納什維爾交響樂團音樂總監肯尼斯·舍默霍恩。這座建築被認為是21世紀當代古典主義建築的代表作。

## 外包連結
- Nashville Symphony （页面存档备份，存于） - Official website